# 1987 JA
1987 JA är en asteroid i huvudbältet som upptäcktes den 5 maj 1987 av det nyzeeländska astronomparet Pamela M. Kilmartin och Alan C. Gilmore vid Mount John University Observatory.
Asteroiden har en diameter på ungefär 3 kilometer.